# Pěnice kaštanová
Pěnice kaštanová (Sylvia undata) je malý druh pěvce z čeledi pěnicovitých, s dlouhým ocasem. 

## Taxonomie
Rozlišují se tři poddruhy:
- S. u. dartfordiensis Latham, 1787 – jižní Anglie a severozápadní Francie[4][5]
- S. u. toni Hartert, 1909 – severozápadní Afrika[4][6]
- S. u. undata (Boddaert, 1783) – Pyrenejský poloostrov a jižní Francie[4]

## Popis
Svrchu je tmavošedá, zespodu matně červená s jemnými bílými tečkami na hrdle a červeným kroužkem kolem oka. Samice se samci velmi podobá, pouze je shora zbarvená více dohněda a zespodu je matnější. 

## Výskyt
Hnízdí nejčastěji v křovinatých porostech. Výjimečně zalétla také do  České republiky – v červnu 1969 byl nalezen uhynulý samec u Polné.

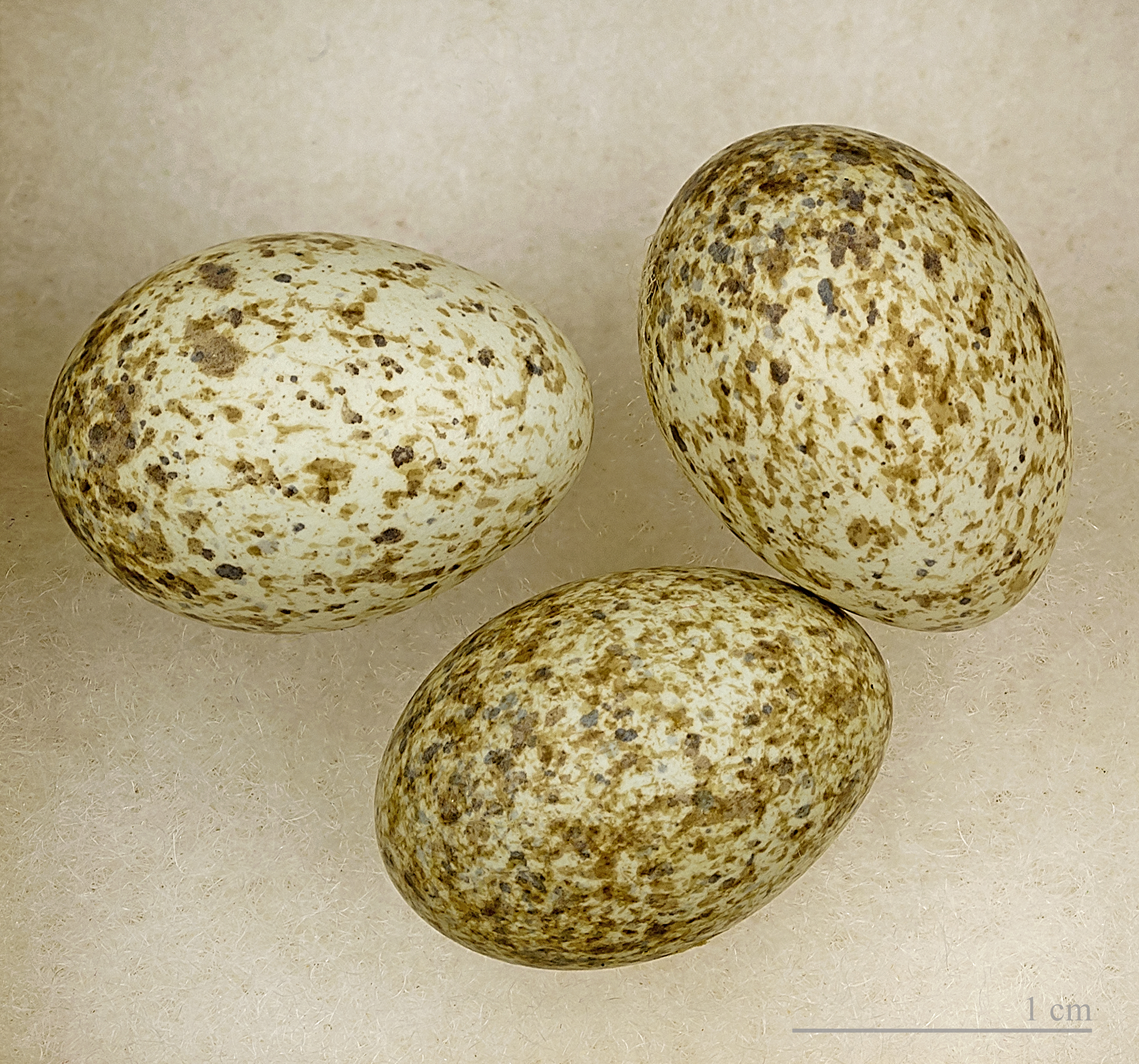
Vejce pěnice kaštanové (Sylvia undata)